# Велики Мошуњ
Велики Мошуњ је насељено место у Босни и Херцеговини у општини Витез. Административно припада Федерацији Босне и Херцеговине, односно њеном Средњобосанском кантону. Према попису становништва из 2013. у насељу је било 164 становника, а већинску популацију у насељу чинили су Хрвати.  

## Становништво
По последњем службеном попису становништва из 2013. године у насељу Велики Мошуњ живело је 164 становника, а село је било етнички хомогено са већинском хрватском популацијом.
| Националност | 2013. | 1991.        | 1981.        | 1971.        | 1961.        |
| Бошњаци      | —     | 0            | 1 (0,28%)    | 8 (1,36%)    | 0            |
| Хрвати       | —     | 258 (94,51%) | 341 (98,55%) | 579 (98,64%) | 430 (100,0%) |
| Југословени  | —     | 1 (0,36%)    | 4 (1,15%)    | 0            | 0            |
| остали       | —     | 14 (5,12%)   | 0            | 0            | 0            |
| Укупно       | 164   | 273          | 346          | 587          | 430          |